# Islas Lobos (Chubut)

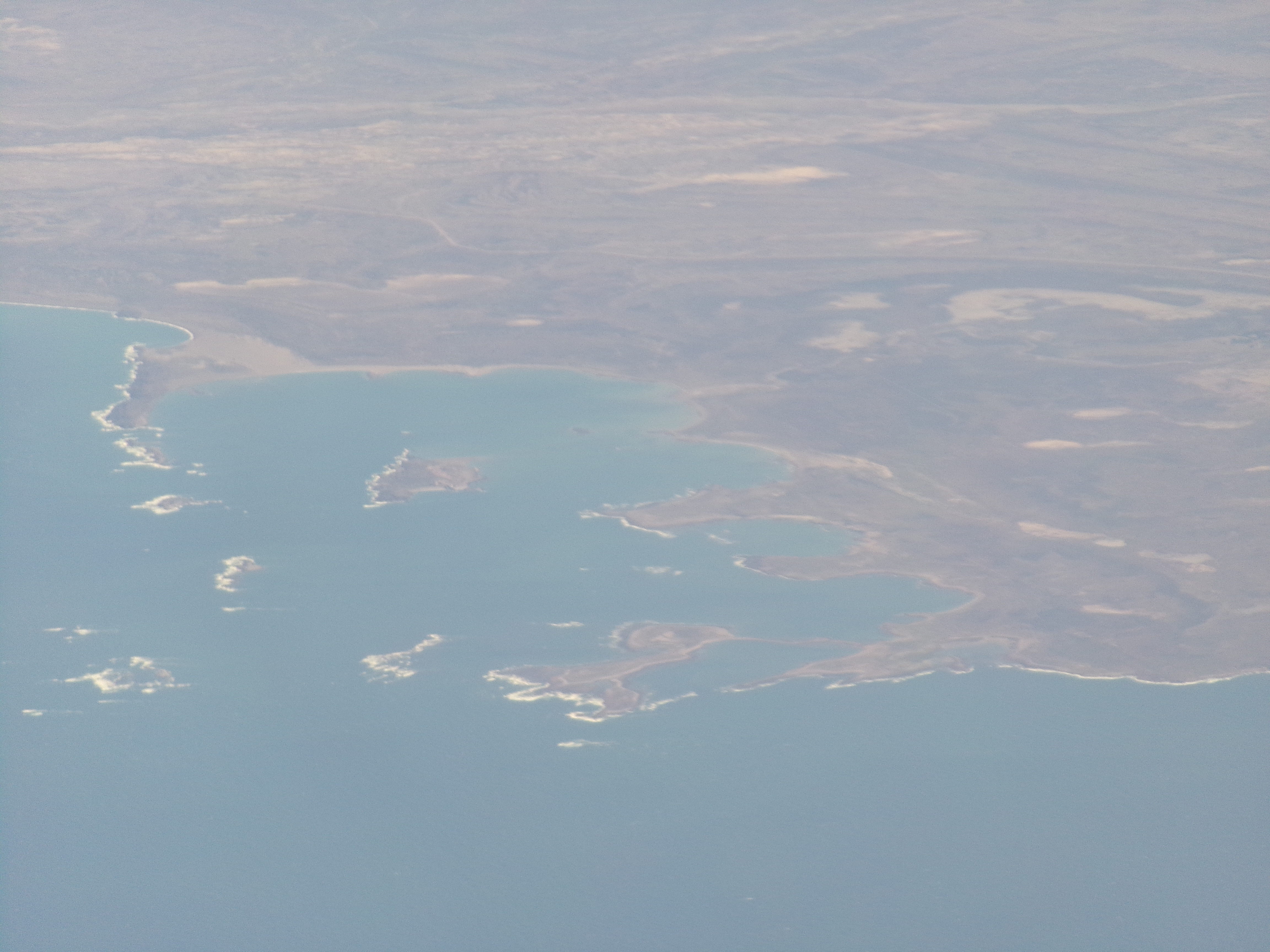
Vista aérea de las islas y sus alrededores desde un Embraer 190 de Austral Líneas Aéreas (ver en detalle en Commons).

Las islas Lobos conforman un pequeño archipiélago del golfo San Jorge ubicado cerca de la costa entre las puntas Tafor y Ezqeurra, en el departamento Escalante de la provincia del Chubut (Patagonia Argentina), cerca del límite con el departamento Florentino Ameghino. Está conformado por varias islas pequeñas, islotes y rocas.
En 2008 se creó el Parque Interjurisdiccional Marino Costero Patagonia Austral, el cual incluye a las islas Lobos.